# 黄嘴河燕鸥
黄嘴河燕鸥（学名：Sterna aurantia）为鸥科燕鸥属的鸟类。在中国大陆，分布于云南等地。该物种的模式产地在印度。

## 保护
- 中国国家重点保护动物等级：一级